# Községi bíró
A községi bíró a kis- és nagyközségek első tisztviselője, a községi elöljáróság feje, a községi képviselő-testület elnöke volt Magyarországon 1950-ig. Néha ugyancsak községi bírónak nevezték a kisebb polgári peres ügyekről szóló törvény alapján a községi bíráskodást gyakorló városi tisztviselőt 1877 után.

## A tisztség története
Már Szent István király törvényei említést tesznek a „falunagyokról” vagy „falusbírákról”, akiknek feladata volt a falu népének vasárnapi templomba járását ellenőrizni, és ezzel kapcsolatban büntetés kiszabása is joguk, illetve kötelességük volt. Később, a középkor folyamán egyre határozottabban megjelennek a falu kollektív jogainak és felelősségének jegyei, amit az önkormányzatiság csíráinak tekinthetünk. Így találjuk például Szent László törvényeiben, ahol már a falu közösségét „jelképező” botról is szó esik – a községi bírák hatalmi jelvénye helyenként a 18. században is a mindig maguknál hordott „bírói bot” volt.
Ugyanakkor a középkor folyamán egyre erősödött a földesúri hatalomgyakorlás, és ennek következtében visszaszorulóban volt a faluszervezet autonómiája. A falu feletti földesúri uralom jellegzetes intézménye volt az úriszék. Ez a pallosjoggal rendelkező földesúr bírói hatósága volt, melynek hatalma a földesúr birtokán élő bármilyen jogállású személyekre kiterjedt, de a bíráskodás tekintetében autonóm mezővárosok esetében is fellebbviteli fórumként működött. A jobbágyfalvak önigazgatási lehetősége a 16. században jutott a mélypontra, amikor az úriszék uralmának kiteljesedése odáig jutott, hogy annak ítéletével szemben sehová sem lehetett fellebbezni.
A 18. század elejétől kezdve fokozatosan enyhült a helyzet, az úriszék jogi helyzete egyre körülhatároltabbá, korlátozottabbá vált, és ezzel párhuzamosan nőtt a községi önigazgatás, ezen belül a községi bírák szerepe. Ebben a folyamatban fontos állomás volt többek között a fellebbviteli eljárások 1729. évi törvényi rendezése, II. József 1785-ös jobbágyrendelete, illetve az 1836. évi X. törvénycikk a földesúri törvényhatóságról és az úrbéri perről. Írott forrásokból megállapítható, hogy a jobbágysorban élő falusi közösségek már az 1780-as években sok helyen rendesen szabályozott községi közigazgatási életet éltek, melyben a községi bírónak vezető szerepe volt.
Egészen 1869-ig, amikor az igazságszolgáltatási hatalmat Magyarországon is törvényileg elválasztották a közigazgatásitól, a községi bírónak – azon túl, hogy személyében képviselte a községet – igazságszolgáltatási, közigazgatási és gazdasági funkciói egyaránt voltak, melyek által vezető vagy legalábbis ellenőrző szerepe gyakorlatilag az élet minden területére kiterjedt. Ettől az időponttól fogva azonban igazságszolgáltatási feladatai megszűntek, illetve szűk területre korlátozódtak.
A községi bírák hivatala jogilag 1950-ig állt fenn, amikor is a tanácstörvény alapjaiban átszervezte a helyi önkormányzatok és a közigazgatás rendszerét. A továbbiak a második községi törvény alapján, tehát az 1886 utáni helyzetnek megfelelően írják le a klasszikus értelemben vett községi bírói intézmény jellemzőit.

## Hatásköre
A községi bírók hatásköre hármas volt. 
- Egyrészt a községi autonómia körébe tartozó ügyek intézésére; ebben a községi bíró a községi szabályrendeletek és képviselőtestületi határozatok végrehajtó szerveként járt el. (Modern fogalmaink közül ennek felel meg a helyi önkormányzatiság.)
- Másrészt az állam és a vármegye törvényeinek, rendeleteinek, statutumainak és ezek hatóságai határozatainak végrehajtója volt. (Közigazgatási feladat.)
- Harmadrészt – szűk körben – rendőrhatósági és magánjogi bíráskodást végzett. (Korlátozott igazságszolgáltatási funkció.)

Hatáskörében a községi bíró vagy önállóan, individuális hatósági szervként, vagy elöljárótársaival (esküdtek, községi jegyző stb.) együttesen intézkedett.

## Személye, megválasztása, jogállása
A községi bírót a község választópolgárai a főszolgabíró által kijelölt három személy közül magának a főszolgabírónak vagy helyettesének elnöklete alatt tartott tisztújító székben nyílt szavazással, általános szótöbbséggel, 3 évre választották. Személyével kapcsolatban elvárás volt, hogy igazságos, jószívű, józan, szorgalmas, erkölcsös és példaadó életvitelű legyen. Másrészről összeférhetetlenségi szabályok is vonatkoztak rá: nem lehetett például a jegyzőnek, illetve a pénztárosnak közeli családtagja. A községi birói hivatalt – rendkivüli akadályoztatás eseteit kivéve – a megválasztott köteles volt elfogadni és legalább egy évig viselni. Azt, hogy fizetést kapjon-e, a község szabályrendeletileg állapította meg. A községi bíró kártérítési, illetve büntetőjogi ügyekben más állampolgárokkal megegyezően rendes jogi úton perelhető volt, hivatali ténykedésével kapcsolatban pedig a felsőbb közigazgatási hatóságok (a főszolgabíró, másodfokon az alispán, harmadfokon pedig a közigazgatási bizottság) vonhatták fegyelmi felelősségre.
Alárendeltje a kisbíró volt, aki egyrészt a hivatal működtetésével kapcsolatos tevékenységeket látott el, másrészt az ő feladata volt a rendeletek, közlemények kihirdetése, „kidobolása”.

## Községi bíráskodás 1877 és 1950 között
Az úgynevezett első (1871) majd második(1886) községi törvény részletesen szabályozta a helyi közigazgatás szervezetét és működését, a községeket három kategóriára osztva. A kis- és nagyközségeken kívül ide tartoztak a rendezett tanácsú városok, ezen felül e törvények szabályait kellett alkalmazni a helyi önkormányzati és közigazgatási feladatok tekintetében a törvényhatósági jogú városokra is, ezért 1950-ig a "községi" jelző a mai értelemben vett helyi önkormányzati jelentéssel bírt. (Ezért találkozhatunk például Budapesten is "községi iskola" feliratokkal régebbi iskolaépületeken.) 1877-ben a kisebb polgári peres ügyekben való eljárásról szóló törvényben az országgyűlés meghatározta a községi bíráskodás gyakorlásának módját, ami kis- és nagyközségekben a községi bíró vezetésével működő háromfős testület, míg a városokban külön erre a feladatra kijelölt tisztviselő feladata volt, akit néha a „községi bíró” elnevezéssel illettek. (Budapesten 1930-tól a minden kerületi elöljáróságra kinevezett kerületi városbíró látta el e feladatot.)

## Lásd még
- Szolgabíró